# Thomas Gladstone
Pour les articles homonymes, voir Gladstone.
Thomas Gladstone (25 juillet 1804 - 20 mars 1889) est un homme politique conservateur de Liverpool. Il est le frère aîné du Premier ministre libéral William Ewart Gladstone. Il a le titre de 2e baronnet.

## Biographie
Il est né à Liverpool, fils aîné (et deuxième enfant) du riche homme d'affaires écossais John Gladstone (1er baronnet) et de sa deuxième épouse Anne MacKenzie Robertson. Il fait ses études au Collège d'Eton à partir de 1817. Tom détestait Eton, sa discipline dure et irréligieuse. N'aimant pas le programme étroit des classiques, il ne pouvait pas très bien traduire le latin. Il cherche à quitter l'école, mais est toujours là quand un frère cadet, William, arrive en 1821.L'année suivante, Tom monte à Christ Church, Oxford. 
Il est député de Queenborough en 1830 et 1831. Après avoir perdu le scrutin, il obtient le siège en présentant une pétition. Il est resté Tory toute sa vie, mal à l'aise dans l'évolution politique des radicaux des années 1830. Il est élu par une majorité des 150 électeurs de Portarlington dans les Midlands irlandais en 1832, mais a de mauvaises relations avec les habitants. Ils refusent de le réélire aux élections de 1835, date à laquelle le Whig Lord Melbourne est au gouvernement. 
Le 7 février 1833, lui et son frère logent à Jermyn Street avant de descendre à Westminster, où Tom présente William aux Communes pour la première fois. Tom, âgé de 27 ans, est déjà député et un mois plus tard, il trouve de nouveaux logements à Devonshire House. 160 conservateurs ont siégé au Parlement réformiste sur les bancs de l'opposition et Tom Gladstone prononce son premier discours le 21 février. Il est décrit comme un "faible début" par un historien. Il défend les informations d'identification et les valeurs héritées de son père, dans un discours qui est principalement une défense inaudible des pratiques électorales locales corrompues de Liverpool. 
Ayant rejeté la candidature de Nottingham et des Orcades, il est député la ville de Leicester de 1835 à 1837, lorsque la mort de Guillaume IV provoque des élections générales. L'attention de Gladstone se concentre sur le coût des droits sur les spiritueux et les assurances contre les incendies; il présente des pétitions pour que ces taxes soient levées. Il se présente à Peterborough aux élections générales de 1841, mais perd. Plus tard cette année-là, il se présente et remporte une élection partielle à Walsall. Ses opposants se plaignent et une pétition est déposée pour corruption, et il est invalidé. Après une autre victoire aux élections partielles, cette fois à Ipswich, il entre de nouveau au Parlement en 1842 où son élection est encore contestée. Il siège jusqu'en juillet 1842, date à laquelle il est de nouveau battu aux élections générales après la chute du ministère conservateur . 
Il épouse, en 1835, Louisa, la fille de Robert Fellowes, un riche écuyer de Norfolk de Shottisham Park. Ils ont six filles, dont Louise, née en 1837 et des jumeaux Constance Elizabeth et Edith Helen, nées en 1850 ; les trois autres filles sont nées en 1847, 1849 et 1853, toutes les naissances sont enregistrées dans le district de St. George, Hanover Square, Londres. Ils ont également un fils, John Robert, 3e baronnet, né en 1852. 
Tom est rapidement désillusionné par la politique des partis : contrairement au succès immédiat de son frère à la Chambre des communes, il se tourne vers la gestion de son domaine. Alors, quand William demande de l'aide pour les dépenses électorales, il refuse. Tom est un protestant de la basse église avec des principes ascétiques presbytériens qui abhorrent la débauche et le gaspillage. Pendant un certain temps, William est le bienvenu au siège familial de Fasque, bien que sa base politique soit dans le sud de l'Angleterre, loin des Highlands. John, leur père, est irrité par l'attitude peu généreuse de Tom envers son frère prometteur; dix ans plus tôt, il a ressenti son ingérence en étant contraint de voter pour William lors du scrutin. Mais en tant que chef de famille, il est responsable de la mort de son père, par exemple pour avoir installé sa sœur, Helen, dans un couvent catholique romain en 1847 à Leamington. Un choix surprenant peut-être compte tenu de sa propre religion, mais les Gladstones sont tout sauf une famille conventionnelle. Lorsqu'un autre frère, John Neilson, décède en février 1863, il passe la responsabilité des funérailles à William. Il se plaint une fois à Edward Harcourt, frère de l'ancien chancelier de l'Échiquier William Harcourt, "Monsieur Harcourt, vous et moi avons deux frères très fatigants.". 
À la mort de John en décembre 1851, Tom hérite de Fasque avec le titre de baronnet, ce qui a presque garanti la sécurité financière à vie. Au cours d'une période de cinq ans, William transfère l'intégralité de sa collection de livres de 5000 volumes de la maison de son frère à Hawarden. Ils se voyaient de moins en moins en vieillissant. 
Toujours quelque peu éclipsé par les réalisations politiques imposantes de son frère, Thomas est ignoré pour une pairie. Le 12 janvier 1880, il arrive à Cologne avec sa femme, Lady Louisa, pour constater que sa sœur Hélène est gravement malade; quatre jours plus tard, elle est décédée. Résident dans le comté du siège de la famille à Fasque, il est nommé lord-lieutenant du Kincardineshire de 1876 jusqu'à sa mort en 1889. 
Il meurt à Fasque le 25 février 1889 et les funérailles ont lieu le lendemain. Lady Gladstone est décédée à Fasque House, Kincardine, le 3 mai 1901.